# Fritz Stier-Somlo
Fritz Stier-Somlo (bis 1891 nur Stier; geboren 21. Mai 1873 in Steinamanger, Österreich-Ungarn; gestorben 10. März 1932 in Köln) war ein österreich-ungarischer Rechtswissenschaftler jüdischer Abstammung, der in Deutschland ausgebildet wurde und lehrte. 1925 bis 1926 amtierte er als Rektor der Universität zu Köln.

## Leben

### Familie

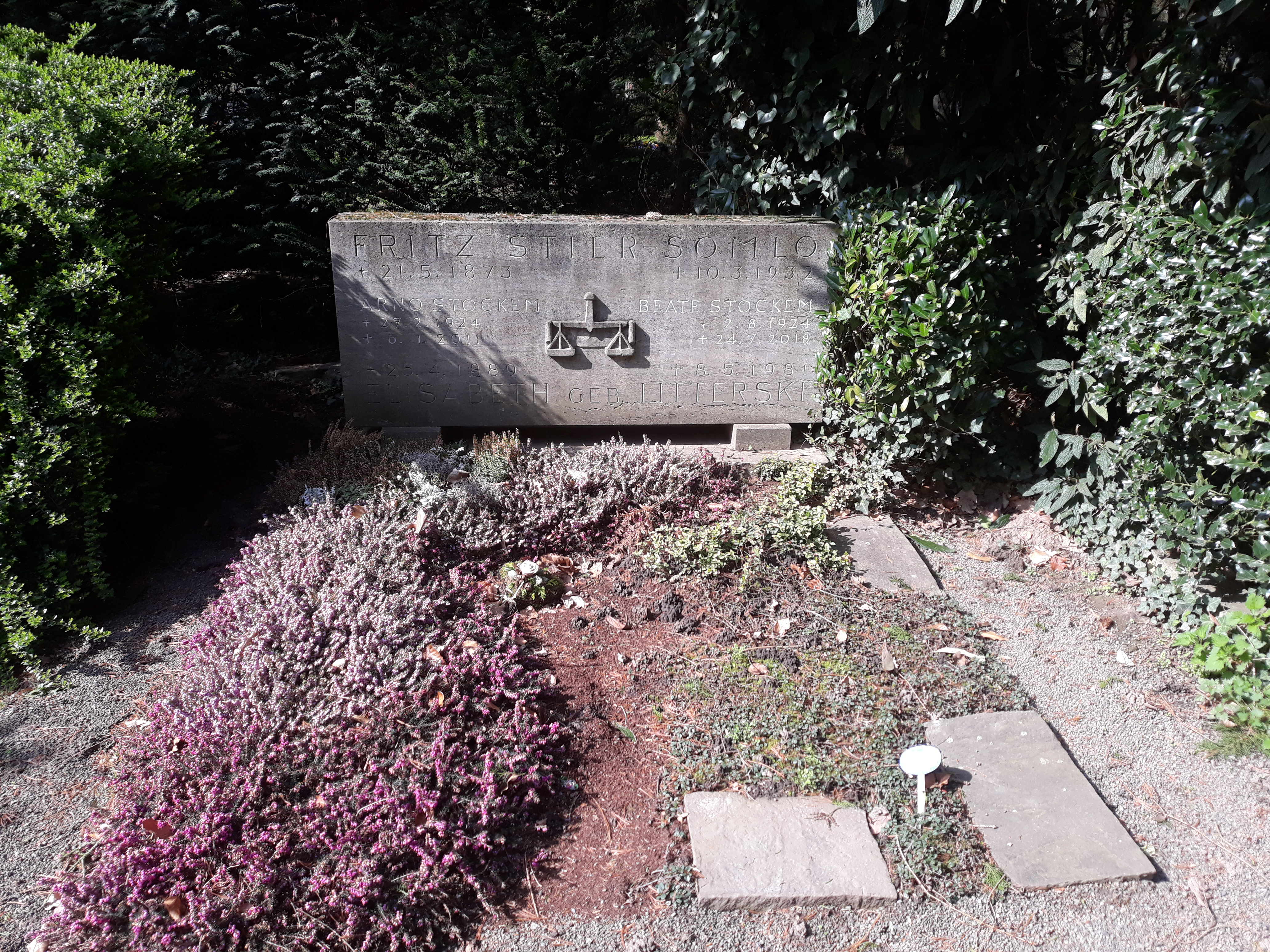
Familiengrab Fritz Stier-Somlo, Südfriedhof Köln.

Fritz Stier war ein Sohn des Rabbiners Josef Stier (1843–1919), der ab 1891 in Berlin arbeitete, und dessen Ehefrau Auguste, geborene Mendelssohn (1852–1917). Er trat 1898 vom Judentum zum Christentum über und ließ sich evangelisch taufen. Im selben Jahr heiratete er in erster Ehe Gertrud Rosenthal (1873–1938). Das Paar hatte zwei Töchter, die promovierte Volkswirtin und Bibliothekarin Clara Stier-Somlo (1899–1945?), die in Sobibór ermordet wurde, und die promovierte Germanistin Helene Fantl (1902–1944), die mit ihrem Mann Leo Fantl und ihren zwei Kindern in Auschwitz ermordet wurde. Aus seiner 1923 geschlossenen zweiten Ehe mit Elisabeth Litterski (1889–1981) stammte Beate Stockem (1924–2018), eine promovierte Philologin.

### Wirken
Stier-Somlo studierte vom Oktober 1890 an Rechtswissenschaften, Nationalökonomie und Philologie in Berlin. Nach seinem Ersten Staatsexamen 1893 und dem daran anschließenden Rechtsreferendariat wurde er 1896 mit einer Arbeit Zur Geschichte und rechtlichen Natur der Rentengüter promoviert. Nach dem Zweiten Staatsexamen wurde Stier-Somlo 1898 zum Gerichtsassessor ernannt und arbeitete bis 1903 als Prozessrichter am Amtsgericht Charlottenburg. Bereits im Juni 1900 hatte er sich an der Universität Bonn um die Erteilung der venia legendi für die Fächer Staats- und Verwaltungsrecht beworben. Für das Habilitationsverfahren reichte er seine Schriften Die Pflicht des Eigentümers zur Erhaltung seines Eigentums, Die Volksüberzeugung als Rechtsquelle sowie Die Einwirkung des Bürgerlichen Rechts auf das preußisch-deutsche Verwaltungsrecht ein und wurde im Januar 1901 als Privatdozent in Bonn aufgenommen. 1904 schließlich erhielt er die Erlaubnis, den Professorentitel zu führen.
1911 schlug Stier-Somlo der Stadt Düsseldorf die Errichtung einer Verwaltungsakademie vor. Hintergrund war die aus Sicht Stier-Somlos häufig unzureichende Ausbildung der Beamtenschaft, die nach seiner Ansicht den Anforderungen in der Folge der Industrialisierung Deutschlands nur unzureichend nachkam. Bereits 1911 wurde die Errichtung der kommunalen Verwaltungsakademie bewilligt und Stier-Somlo zum Studiendirektor ernannt. Es kam in der Folge jedoch zu zahlreichen Auseinandersetzungen, in deren Folge er bereits 1912 kündigte. Er wurde jedoch noch im selben Jahr von der Stadt Köln als Dozent an deren neuerrichteten Hochschule für kommunale und soziale Verwaltung eingestellt. Es folgte 1916 die Berufung als Professor für das Öffentliche Recht an der Handelshochschule Köln. Dort begründete er das Seminar für Politikwissenschaft, dessen Direktor er wurde und bis zu seinem Tode auch blieb. Das Seminar war der erste Lehrstuhl der Politikwissenschaften an einer deutschen Universität. 1920 wurde dieses Institut der Juristischen Fakultät angegliedert. Stier-Somlo saß der juristischen Kommission seiner Hochschule vor und beteiligte sich maßgeblich am Aufbau der Handelshochschule zur Volluniversität, der heutigen (neuen) Universität zu Köln. Er begründete das Institut für Internationales und Ausländisches Recht der Universität. Stier-Somlo war 1920 und von 1929 bis 1930 Dekan der Juristischen Fakultät, 1925 und 1926 war er auch Rektor der Universität.
Stier-Somlo starb in der Folge eines Verkehrsunfalls. Nachfolger auf seinem Lehrstuhl wurde Carl Schmitt.

## Wirkung innerhalb der Universitätsgremien
Stier-Somlo engagierte sich für die Ermöglichung des Studiums für Frauen und war Mitglied einer Kommission für die Ausbildung von Journalisten. Während seiner Zeit als Rektor der Universität war er das Opfer einer von nationalsozialistischen Studenten inszenierten diffamierenden Flugblattkampagne. Bei den Bücherverbrennungen 1933 wurden auch seine Werke verbrannt und ebenfalls 1933 das von ihm gegründete Seminar geschlossen.

## Wissenschaftliche Tätigkeit
Fritz Stier-Somlo deckte mit seinen Veröffentlichungen und seiner wissenschaftlichen Tätigkeit den gesamten Bereich des Öffentlichen Rechtes ab. Forschungsschwerpunkt des von ihm geleiteten Seminars für Politik waren unter anderem die Entwicklung und das Wesen der modernen Demokratie, Massenpsychologie und ihre Auswirkung auf die Politik, das Recht der Friedensverträge, Untersuchungen zur Diktatur.
Von seinen Veröffentlichungen sind zu nennen das zwischen 1912 und 1928 erschienene sechsbändige „Handbuch des Völkerrechts“, das gemeinsam mit Alexander Elster herausgegebene „Handwörterbuch der Rechtswissenschaft“ (1925–1931), das 1906 erschienene „Das Recht der Arbeiterversicherung“, „Die Freiheit der Meere und das Völkerrecht“ von 1917, das 1925 in der dritten Auflage erschienenen Buch über „Die Verfassung des Deutschen Reiches vom 11.08.1919“ (Weimarer Verfassung) und sein 1926 in der sechsten Auflage erschienenes Buch „Politik“.

## Schriften (Auswahl)
- Deutsche Sozialgesetzgebung. Geschichtliche Grundlagen und Krankenversicherungsrecht, 1906.
- Preußisches Staatsrecht, 1906.
- Sammlung preußischer Gesetze staats- und verwaltungsrechtlichen Inhalts, 1906.
- Politik, 1907.
- Die neueste Entwicklung des deutschen Gewerbe- und Arbeiterschutzrechtes, 1910.
- Handbuch des Völkerrechts, 1912 ff.
- Die Reichsversicherung, in: Philipp Zorn, Herbert von Berger (Schriftleitung): Deutschland unter Kaiser Wilhelm II. Hrsg. von Siegfried Körte, Friedrich Wilhelm von Loebell u. a. 3 Bände. R. Hobbing, Berlin 1914.
- Die deutsche Arbeiterversicherung. In: Handbuch der Politik, Berlin und Leipzig 1914
- Die Freiheit der Meere und das Völkerrecht, 1917.
- Grund- und Zukunftsfragen deutscher Politik, 1917.
- Vom parlamentarischen Wahlrecht in den Kulturstaaten der Welt, 1918.
- Die Verfassung des Deutschen Reiches vom 11. August 1919. Ein systematischer Überblick, 1919.
- Die vereinigten Staaten von Deutschland (demokratische Reichsrepublik). Ein Entwurf mit Begründung, 1919.
- Deutsches Reichs- und Landesstaatsrecht, 1924.
- Handwörterbuch der Rechtswissenschaft, 1926–1931
- Handbuch des kommunalen Verfassungsrechts in Preußen. Systematisch für Wissenschaft und Praxis, 1928.